# National Road 85
La National Road 85 (N85) è una strada irlandese nazionale di livello secondario che collega Ennis ad Ennistymon nella contea di Clare nel centro-ovest della Repubblica d'Irlanda.
La strada prende origine a Ennis distaccandosi dalla M18 e prosegue successivamente verso Nord-Ovest fino a confluire nella N67 nei pressi di Ennistymon. La strada fa parte della direttrice che collega direttamente l'aeroporto di Shannon alle Cliffs of Moher.
La strada è percorsa interamente dalla linea 350 della Bus Éireann che collega Ennis a Galway passando per le già citate Cliffs of Moher.